# Pierre-Gaspard Chaumette
Pour les articles homonymes, voir Chaumette.
Pierre-Gaspard Chaumette, dit Anaxagoras Chaumette, né le 24 mai 1763 à Nevers (Nièvre) et mort guillotiné le 13 avril 1794 à Paris, fut procureur de la Commune de Paris pendant la Révolution française. Porte-parole des sans-culottes, artisan de la déchristianisation, il lutta aussi pour l'abolition de l'esclavage. Il fut condamné à la guillotine avec les hébertistes.

## Biographie

### Enfance et formation
D'extraction sociale modeste, fils d'un maître cordonnier de Nevers, Chaumette fut chassé du collège à treize ans.
Mousse puis timonier dans la marine de guerre, il participa aux combats contre l'Angleterre pendant la guerre d'indépendance des États-Unis. Il assista à l'esclavage aux Antilles, à Saint-Domingue en particulier, ce qui influença sa lutte pour l'abolition de l'esclavage et l'égalité entre Noirs et Blancs pendant la Révolution. De 1783 à 1786, il étudia la médecine à Moulins et à Nevers. Infirmier chirurgien, il devint l'élève et le secrétaire de Thuck, docteur de la faculté de Londres lors de ses voyages en France. Chaumette est influencé par les idées de Jean-Jacques Rousseau dans le domaine de la politique (Du Contrat social), de l'éducation (L'Émile), de la morale et de la religion (Profession de foi du vicaire savoyard).

### La Révolution
Après avoir participé à la fondation d'un club révolutionnaire à Nevers, il rejoignit Paris en septembre 1790. Il devint l'un des orateurs les plus écoutés dans le jardin du Palais-Royal. Il fut reçu au Club des cordeliers, adhéra à la section communale du Théâtre-Français et collabora au journal Révolutions de Paris. Le 5 décembre 1792, il fut élu procureur syndic de la Commune. Il fut, avec Hébert, son substitut, à la tête d'une faction dite des « exagérés ». Il participa à l'agitation des sans-culottes à la Convention nationale.
Il proposa et prit de nombreuses mesures sociales et morales pour les indigents, les veuves, les fous, les prostituées. Il interdit les jeux de hasard et le fouet dans les écoles, ce qui lui donna une certaine popularité. Il lutte pour l'abolition de l'esclavage notamment dans le journal jacobin Les Révolutions de Paris . Les articles étaient  anonymes mais on peut croire d'après des sources thermidoriennes que sur le sujet il a pris le relais de Sonthonax et a écrit tous les articles de juillet 1791 à juin 1792. À l'automne 1791 il salua avec enthousiasme l'insurrection des esclaves de Saint-Domingue, et regretta la timidité des membres de la Société des amis des Noirs : « à qui l'humanité et la philanthropie n'ont qu'un seul reproche à faire, c'est celui de n'avoir pas été assez humains ni assez philanthropes, ». En 1791 et 1792, il était opposé à la guerre et partisan de l'abolition de la peine de mort. 
Deux ans plus tard, il était fervent partisan de la Terreur : dénonciations, loi des suspects, guillotine pour les accapareurs, etc.
Il est contre l'égalité des sexes. Il s'est publiquement félicité de l'exécution de Manon Roland et d'Olympe de Gouges, au prétexte qu'elles auraient oublié les devoirs qui conviennent aux femmes. S'adressant aux citoyennes de Paris, il ajoutait à leur sujet : « Et vous voudriez les imiter ?  Non, vous ne serez vraiment dignes d'estime qu'en vous efforçant d'être ce que la Nature a voulu que vous fussiez. Nous voulons que les femmes soient respectées, c'est pourquoi nous les forcerons à se respecter elles-mêmes ».
À Nevers et dans le district de Château-Chinon comme commissaire de Joseph Fouché durant l'automne 1793 et à Paris comme procureur, il fut un artisan de la déchristianisation, ce qui le brouilla avec Robespierre. Défenseur du peuple, Chaumette considérait que le peuple devait être l'objet des fêtes nationales. Il prit le nom d'Anaxagoras, en référence au philosophe grec. Il tenta d'instaurer de nouveaux rituels républicains, comme les fêtes de la Raison. Cependant, il s'opposa aux mesures de vandalisme contre les églises préconisées par Hébert et cassa l'arrêté municipal du 23 novembre 1793 qui ordonnait la fermeture de tous les lieux de culte et la persécution des prêtres.
Chaumette voulait étendre la Révolution à tous les domaines. Il inventa ainsi la mode de porter des sabots.

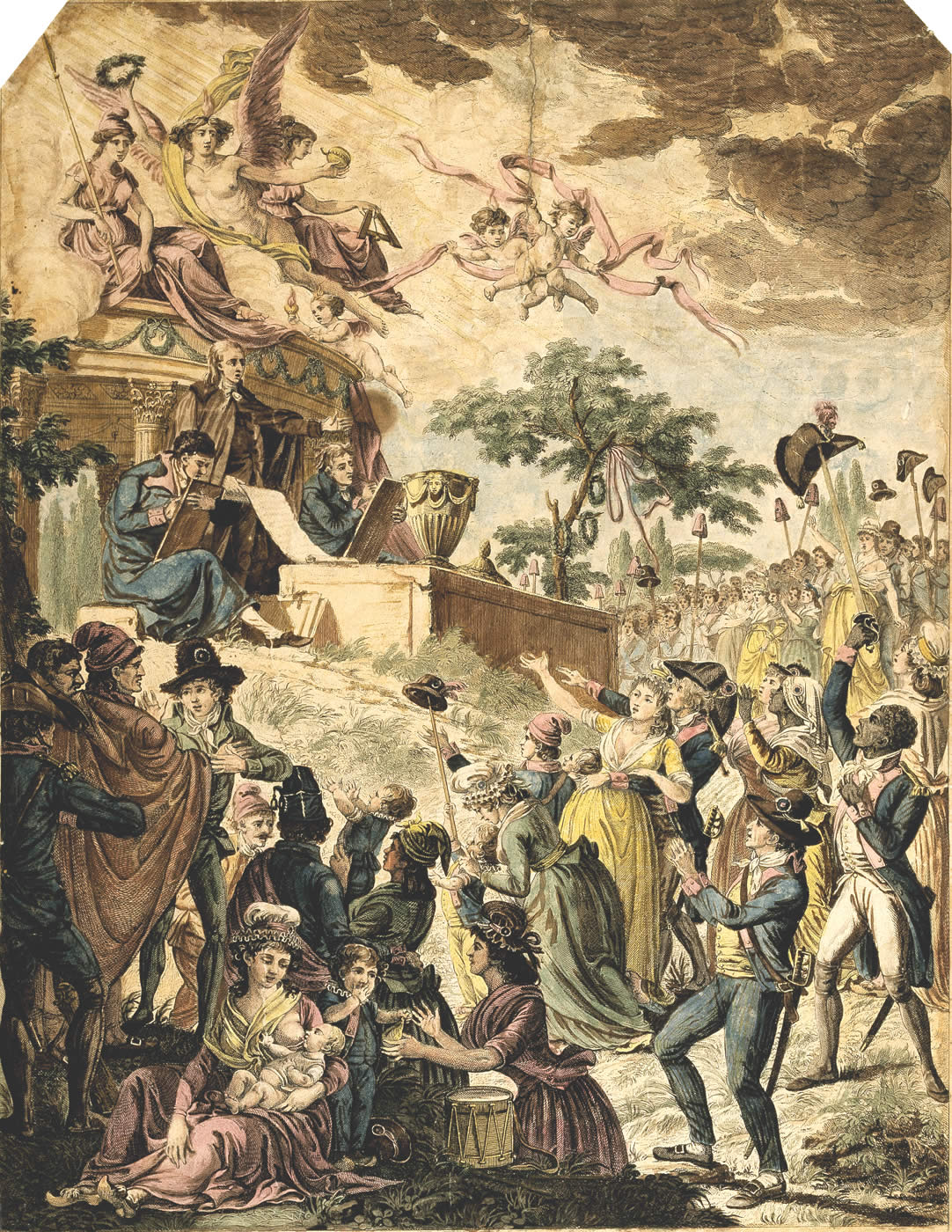
Discours de Chaumette lors de la fête de l'abolition le 18 février 1794 dans Notre-Dame, devenue Temple de la Raison.

Il continua son combat contre l'esclavage. Le 4 juin 1793, il se présenta à la Convention, porteur d'une pétition sans-culotte qui demandait l'abolition de la servitude des Noirs. Il prit de multiples initiatives pour populariser le décret du 16 pluviôse an II (4 février 1794) : publication d'un article dans les révolutions de Paris du 25 pluviôse an II (13 février 1794), intitulé Les nègres enfin libres : l'article assez sec attribuait tout le mérite de la loi aux sans-culottes, en même temps qu'il regrettait le retard pris dans cette décision. Le 30 pluviôse an II (18 février 1794) fut une apothéose avec l'organisation à Paris d'une grande fête au « Temple de la Raison » et l'audition par le public d'un très long discours sur l'esclavage,.
Il eut l'intention de renverser la Montagne et projeta une insurrection au Club des cordeliers, mais il se heurta au refus de la Commune de Paris.

### Arrestation et exécution

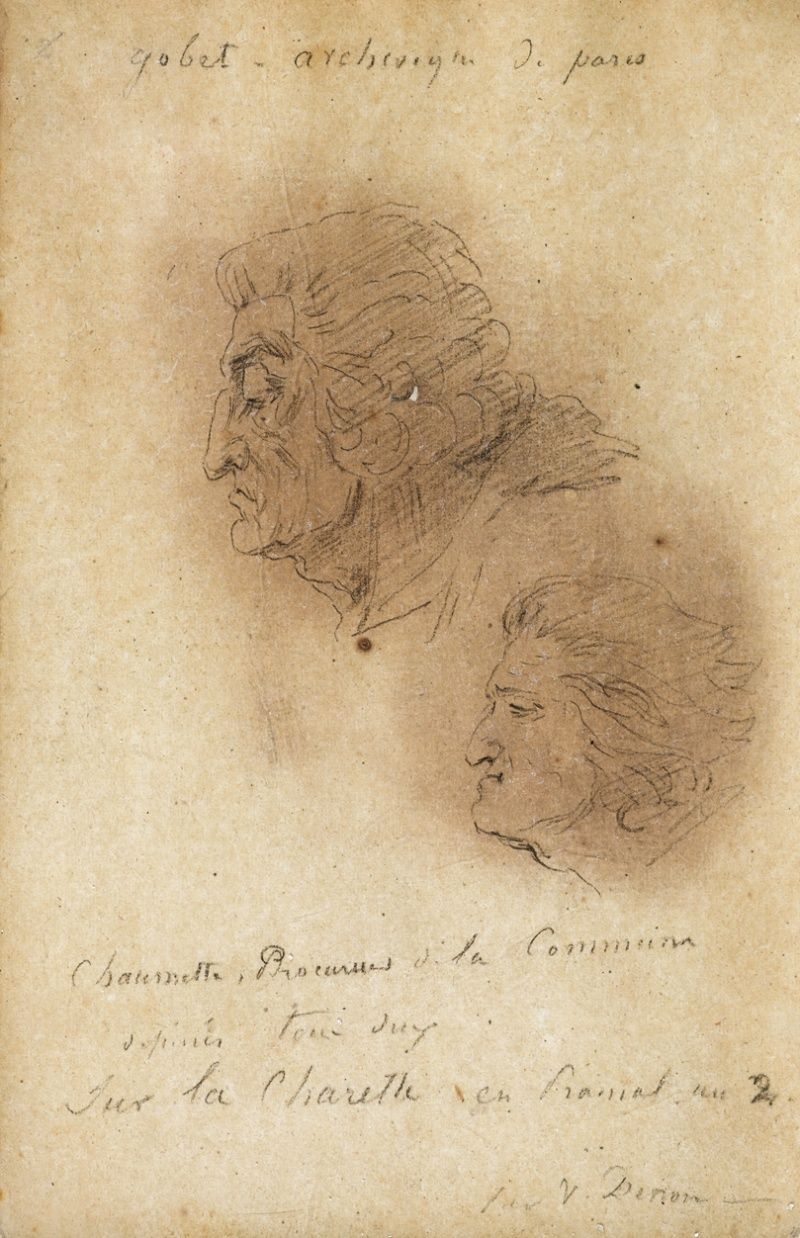
Portraits de Gobel et Chaumette pris sur le vif, dans la charrette les conduisant à l'échafaud, par Vivant Denon. Coll. part..

Il fut arrêté et jugé pour « conspiration contre la république » et pour avoir « cherché à anéantir toute espèce de morale, effacer toute idée de divinité et fonder le gouvernement français sur l'athéisme ». Il fut également accusé d'être un agent de l'Angleterre. Victime du Comité de salut public qui cherchait à casser le pouvoir de la Commune et à mettre fin à la déchristianisation, il fut condamné à mort au terme d'un procès inique et truqué. Il fut guillotiné le 13 avril 1794 avec un groupe d'exagérés et de modérés, dont l'« évêque constitutionnel » de Paris Jean-Baptiste Gobel, le député Philibert Simond, le général Arthur Dillon, Lucile Desmoulins, veuve de Camille Desmoulins, la veuve de Jacques Hébert, ainsi que des membres de l'armée révolutionnaire comme le lieutenant Alexandre Nourry-Grammont.

### Vie privée
On a publié anonymement en 1793 un pamphlet attaquant Chaumette, intitulé Vie privée de P. G. Chaumette ; on y parlait de ses différentes maîtresses et on le blâmait d'avoir fait accuser des femmes qui ne se prêtaient pas à ses avances. En 1908, l'historien Frédéric Braesch publie une anthologie des papiers de Chaumette qui voulait mettre en contradiction les réquisitoires publics de Chaumette sur les bonnes mœurs avec la réalité de sa vie privée. L'auteur crut déceler dans les lettres échangés avec son ami Doin au temps de sa jeunesse « autre chose que de l'amitié » et parla des « goûts contre nature de Chaumette » sans publier toutefois ces lettres ; on lui a reproché à l'époque une faute d'interprétation. L'essayiste militant Didier Godard affirme que les papiers saisis au domicile de Chaumette confirmeraient l'homosexualité de celui-ci mais cette hypothèse apparaît « hasardeuse » pour les historiens.

## Sources imprimées
- Discours sur l'abolition de l'esclavage, prononcé par Anaxagoras Chaumette, au nom de la Commune de Paris le 30 pluviôse an II, C.-F. Patris (Paris), 1794.
- Alphonse Aulard (éd.), Mémoire de Chaumette sur la Révolution du 10 août 1792, Paris, Société de l'histoire de la Révolution française, 1893.
- Frédéric Braesch (éd.), Papiers de Chaumette, Paris, Société de l'histoire de la Révolution française, 1908.

## Bibliographie

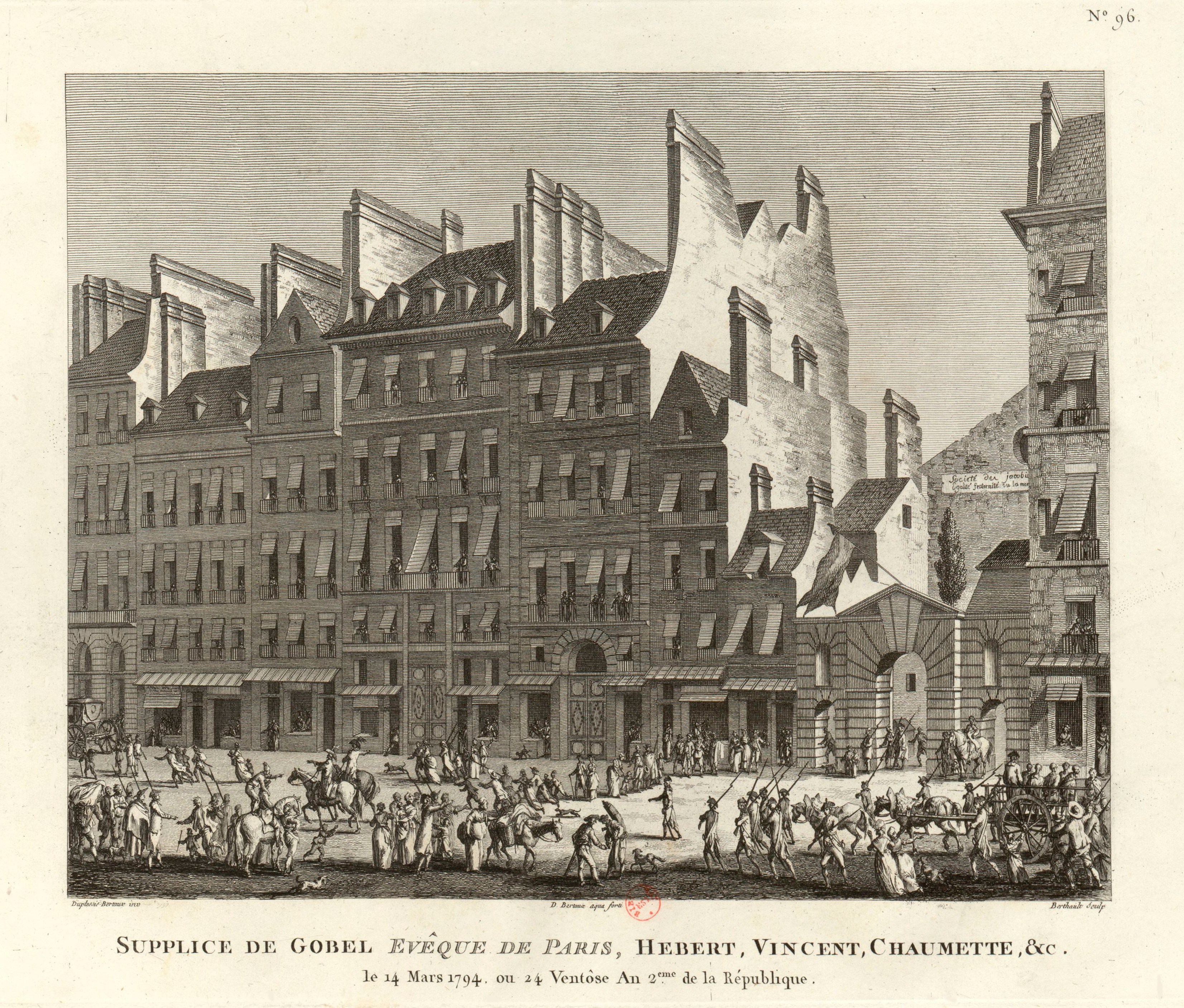
Hébert, Chaumette, Vincent et Gobel sur la charrette les menant à la guillotine. Tableaux historiques de la Révolution française, Paris, BnF, département des estampes, 1802.